# Murein
Murein là thành phần sinh hóa cấu thành nên thành tế bào của các loài sinh vật nhân sơ. Lớp murein nằm bên ngoài màng sinh chất thường dày từ 20 - 80 nm (vi khuẩn gram dương) hoặc 7 - 8 nm (vi khuẩn gram âm). Lớp này chiếm tương ứng từ 90% hoặc 10% trọng lượng khô của hai loại vi khuẩn trên.
Chức năng của murein là làm thành tế bào trở nên rắn chắc để tế bào không bị áp suất thẩm thấu phá vỡ. Đồng thời cũng hình thành nên hình dạng đặc trưng của vi khuẩn. Một số thuốc kháng sinh như penicillin tiêu diệt vi khuẩn bằng cách làm gián đoạn quá trình hình thành cấu trúc thành tế bào.
Thành phần hóa học của murein là peptidoglycan, một loại polisaccarit có chứa nitơ. Peptidoglycan là các chuỗi lặp lại của hai loại đường là N-acetyl glucosamin (GlcNAc) và axít N-acetyl muramic (MurNAc). Mỗi phân tử MurNAc được gắp với một chuỗi khoảng 4 đến 5 amino acid. Các amino acid của những sợi peptidoglycan khác nhau được liên kết với nhau tạo thành một tấm lưới dày và rắn chắc. Trình tự của các amino acid và cấu trúc chính xác của thành tế bào là đặc trưng cho mỗi loài vi khuẩn.